# Arheološki lokalitet Gradišće – Bukovlje
Arheološki lokalitet Gradišće – Bukovlje je arheološko nalazište koje se nalazi na području naselja Gornje Bukovlje koje je u sastavu općine Generalski Stol, zaštićeno kulturno dobro.

## Opis dobra
Arheološki lokalitet Gradišće – Bukovlje je višeslojni arheološki lokalitet. Na strateškome, prirodno zaštićenom položaju nad kanjonom na desnoj obali rijeke Mrežnice nalaze se ostaci prapovijesne gradine s prijelaza iz kasnog brončanoga doba na željezno doba. Prema nalazima ne treba isključiti niti mogućnost da se radi o lokalitetu naseljenom već u doba lasinjske kulture.
Na ovu prapovijesnu gradinu sjela je kasnoantička utvrda, prema nalazima iz 4. st. koja je prema ostacima bila dodatno osnažena obrambenim zidovima debljine oko dva metra i s najmanje dvije kule. Na najvišem dijelu platoa je jednobrodna kršćanska crkva sa sačuvanim ožbukanim subselijem, katedrom i vjerojatno sakrarijem, koji su standardni u kasnoantičkim crkvama, a radiokarbonska analiza potvrdila je da je nedvojbeno riječ o crkvi iz petog stoljeća. Duljina trajanja lokaliteta u srednji vijek nije zasad poznata.

## Zaštita
Pod oznakom P-4949 zaveden je kao nepokretno kulturno dobro – pojedinačno, pravna statusa preventivno zaštićeno kulturno dobro, klasificirano kao "arheološka baština".